# Bahnstrecke Siculeni–Gheorgheni
| |                      |                       |                       |
| Kursbuchstrecke (CFR): | 400                  |                       |                       |
| Streckenlänge: | 47,06 km             |                       |                       |
| Spurweite: | 1435 mm (Normalspur) |                       |                       |
| |                      |                       |                       |
| \| \| \| von Sfântu Gheorghe \| \| \| \| 103,34 \| Siculeni \| Siculeni \| \| \| \| nach Adjud \| \| \| \| 105 \| Racu \| Racu \| \| \| 110,45 \| Mădăraș Ciuc \| Mădăraș Ciuc \| \| \| 113,26 \| Dănești \| Dănești \| \| \| 115,99 \| Cârțani \| Cârțani \| \| \| 120,49 \| Izvoru Oltului \| Izvoru Oltului \| \| \| 131,32 \| Izvoru Mureșului \| Izvoru Mureșului \| \| \| 141,40 \| Voșlăbeni \| Voșlăbeni \| \| \| \| nach Chileni \| \| \| \| 144 \| Șugău \| Șugău \| \| \| 146,97 \| Valea Strâmbă \| Valea Strâmbă \| \| \| 150,40 \| Gheorgheni \| Gheorgheni \| \| \| \| nach Deda/Târgu Mureș \| \| |                      |                       |                       |
| Strecke |                      | von Sfântu Gheorghe   | von Sfântu Gheorghe   |
| Bahnhof | 103,34               | Siculeni              | Siculeni              |
| Abzweig geradeaus, nach links und von links |                      | nach Adjud            | nach Adjud            |
| Haltepunkt / Haltestelle | 105                  | Racu                  | Racu                  |
| Haltepunkt / Haltestelle | 110,45               | Mădăraș Ciuc          | Mădăraș Ciuc          |
| Haltepunkt / Haltestelle | 113,26               | Dănești               | Dănești               |
| Haltepunkt / Haltestelle | 115,99               | Cârțani               | Cârțani               |
| Haltepunkt / Haltestelle | 120,49               | Izvoru Oltului        | Izvoru Oltului        |
| Bahnhof | 131,32               | Izvoru Mureșului      | Izvoru Mureșului      |
| Haltepunkt / Haltestelle | 141,40               | Voșlăbeni             | Voșlăbeni             |
| Abzweig geradeaus und ehemals nach rechts |                      | nach Chileni          | nach Chileni          |
| Haltepunkt / Haltestelle | 144                  | Șugău                 | Șugău                 |
| Haltepunkt / Haltestelle | 146,97               | Valea Strâmbă         | Valea Strâmbă         |
| Bahnhof | 150,40               | Gheorgheni            | Gheorgheni            |
| Strecke |                      | nach Deda/Târgu Mureș | nach Deda/Târgu Mureș |

Die Bahnstrecke Siculeni–Gheorgheni ist eine Hauptbahn in Rumänien. Sie verläuft entlang der Oberläufe des Olt und des Mureș und überquert dabei einen Kamm der Ostkarpaten.

## Geschichte
Die Bahnstrecke entstand zu Beginn des 20. Jahrhunderts auf dem Territorium Ungarns innerhalb der habsburgischen Doppelmonarchie. Nach Inbetriebnahme der Linie von Sfântu Gheorghe nach Adjud in Rumänien sollten weitere Gebiete im Osten Siebenbürgens verkehrstechnisch erschlossen werden. Der Ort Gheorgheni (ung. Gyergyószentmiklós) war ein bedeutendes Zentrum der Holzverarbeitung und sollte durch den Bahnanschluss wirtschaftlich profitieren.
Aufgrund der Gegebenheiten des bergigen Geländes entschloss man sich, die neue Strecke in Siculeni (ung. Madéfalva) im Tal des Olt beginnen zu lassen. Von hier aus wurde die Bahn  nordwärts gebaut. In der Nähe des Ortes Izvoru Mureșului (ung. Marosfő) waren die größten Höhenunterschiede zu überwinden; hier überquert die Bahn den westlichsten Kamm der Ostkarpaten zwischen dem Harghita- und dem Gurghiu-Gebirge. Am 5. Dezember 1907 wurde die Strecke fertiggestellt.
Nach dem Ersten Weltkrieg gelangte die Region an Rumänien; die Strecke wurde von der rumänischen Staatseisenbahn Căile Ferate Române übernommen. Infolge des Zweiten Wiener Schiedsspruches kam die Trasse von 1940 bis 1944 vorübergehend nochmals zu Ungarn, danach endgültig zu Rumänien.

## Heutige Situation
Die Strecke ist eingleisig, aber elektrifiziert. Es verkehren auf ihr täglich mehrere Schnellzüge von Brașov nach Satu Mare bzw. in Gegenrichtung. Eine große Bedeutung hat weiterhin der Güterverkehr.